# Filharmonia Sudecka

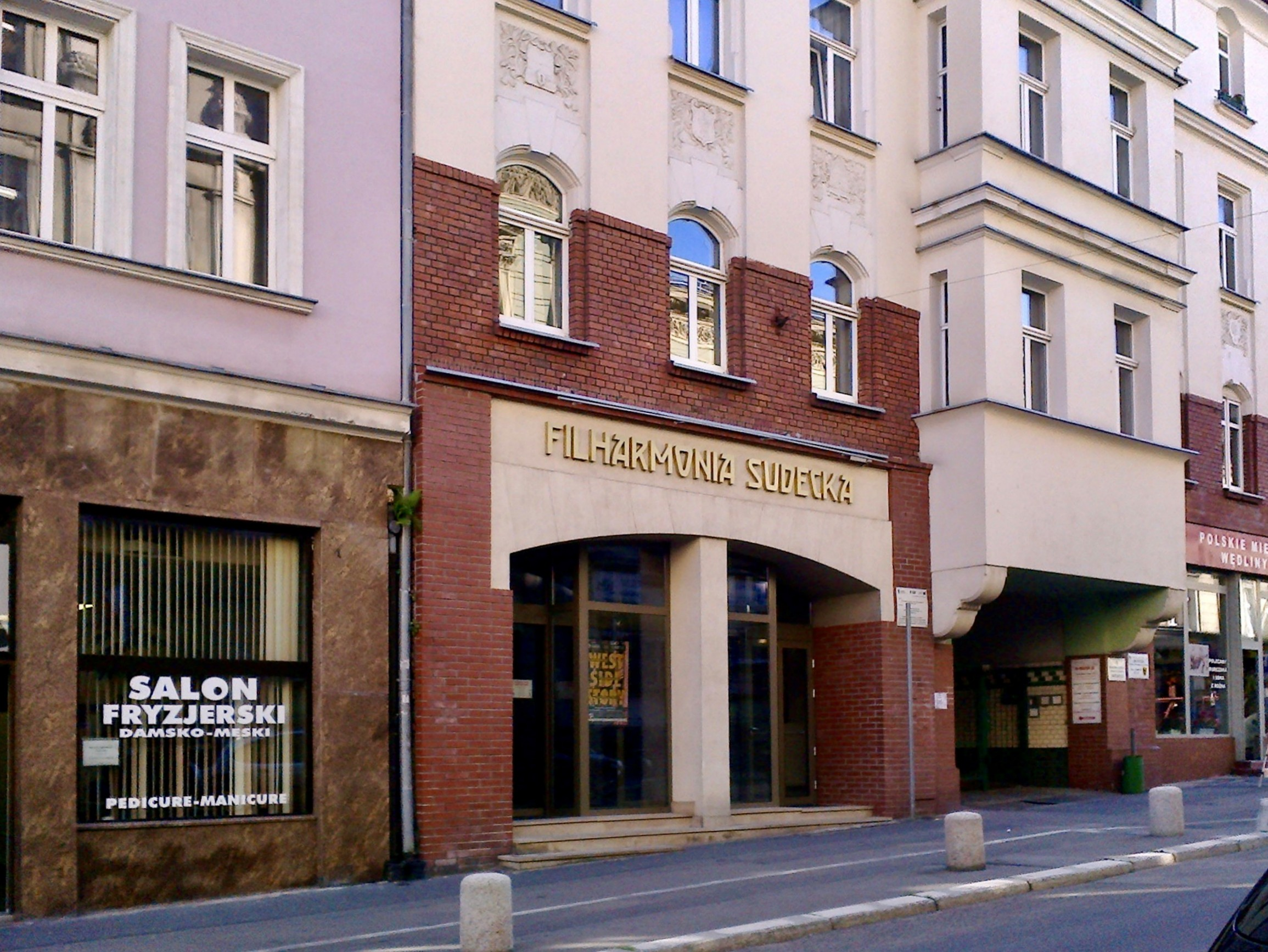
Filharmonia Sudecka im. Józefa Wiłkomirskiego w Wałbrzychu

Filharmonia Sudecka (pierwotna nazwa Filharmonia Wałbrzyska) powstała w roku 1978 z inicjatywy Józefa Wiłkomirskiego. Orkiestra Symfoniczna Filharmonii Sudeckiej, licząca obecnie około 80 muzyków, prezentuje dzieła kameralne, symfoniczne, oratoryjno-kantatowe i popularne począwszy od muzyki dawnej, poprzez największe kompozycje klasyczne i romantyczne aż po muzykę współczesną. Zespół ma na swoim koncie także kilka prawykonań utworów współczesnych kompozytorów polskich i obcych. Oprócz tego przy filharmonii działa kilka zespołów kameralnych.
Orkiestra Filharmonii w składzie 69 muzyków rozpoczęła próby 1 września 1978 r., a już 5 października dała pierwszy koncert w Hradcu Králové. Oficjalna inauguracja odbyła się w Wałbrzychu 25 listopada tegoż roku.
Orkiestra od czasów powstania brała udział w wielu festiwalach i konkursach krajowych i zagranicznych akompaniując wielu znanym a także początkującym artystom. Występowała w Czechosłowacji, Francji, Niemczech, Włoszech. Zespoły kameralne filharmonii występowały także w ZSRR, Szwajcarii, Niemczech i Francji. Na estradzie Filharmonii Sudeckiej mieli okazję wystąpić dyrygenci i soliści z całej niemal Europy, a także z tak odległych i egzotycznych krajów, jak Argentyna, Brazylia, Chile, Chiny, Japonia, Korea Pd, Kuba, Liban, Meksyk, Nowa Zelandia i inne.
Szczególny nacisk Filharmonia Sudecka kładzie na działalność edukacyjną dzieci i młodzieży. Audycje szkolne i przedszkolne odbywają się nawet w małych miasteczkach i wsiach. W Wałbrzychu odbywają się regularne koncerty symfoniczne i kameralne dla uczniów szkół podstawowych oraz „Baśnie symfoniczne” dla przedszkolaków.
W ciągu ponad 30-letniej działalności Filharmonia Sudecka (druga oficjalna nazwa na potrzeby koncertów zagranicznych brzmi Sudeten Philharmonie), wypracowała bardzo szeroki repertuar w oparciu o muzyczne tradycje polskie, a także czeskie i niemieckie. Na Dolnym Śląsku przez długie lata krzyżowały się wpływy właśnie tych trzech kultur, dzięki czemu utwory prezentowane przez orkiestrę Filharmonii Sudeckiej są gorąco przyjmowane w każdym z tych krajów. Fiharmonia współpracowała z takimi artystami, jak Valery Ojstrach, Wanda Wiłkomirska, Adam Makowicz, Leszek Możdżer, Radovan Vlatković, czy Krzesimir Dębski.
Od początków XXI w. orkiestra daje regularne koncerty noworoczne i karnawałowe w Berlinie. Nagrała również kilkanaście płyt CD, które zostały wydane w Polsce i Niemczech. 
Od 29 października 2020 roku Filharmonia Sudecka nosi imię Józefa Wiłkomirskiego.

## Dyrektorzy
- Józef Wiłkomirski (1978–2005)[4]
- Dariusz Mikulski (2005–2010)[1]
- Stanisław Rybarczyk (od października do grudnia 2010)[1]
- Jerzy Kosek (2010–2014)[4]
- Elżbieta Łaganowska (2014–2022)[5]
- Agnieszka Franków-Żelazny (1 września 2022 – 31 grudnia 2024)
- Joanna Kawalec (p.o. dyrektora od stycznia 2025)[4]